# Dungeons of Dredmor
Dungeons of Dredmor is een roguelike door indiespelontwikkelaars Gaslamp Games.

## Het spel
Het spel begint altijd met het kiezen van de vaardigheden van je personage. Daarna wordt die een vijandige kerker ingestuurd met de opdracht om de leider van de kerker "Lord Dredmor" te verslaan. Je begint steeds op de eerste verdieping en moet je geleidelijk aan een weg omlaag banen naar de negende verdieping, waar je uiteindelijk Lord Dredmor zelf moet proberen te verslaan. Doe je dit, dan win je het spel. De levels worden elke verdieping moeilijker. Elke verdieping is een willekeurig gegenereerd doolhof van kamers en gangen, gevuld met monsters, valstrikken en schatkisten. Het spel is tile-based, dit wil zeggen dat het is opgebouwd uit verschillende tegels die samen het level vormen. Elk voorwerp in het spel (inclusief de speler) neemt een discreet aantal tegels in beslag. Dungeons of Dredmor is turn-based, zowel de speler als alle vijanden wachten elk hun beurt af om een actie te ondernemen. Wanneer de speler niets doet gebeurt er dus ook niets in de kerker. Elke beurt kan de speler ofwel monsters in aangrenzende vakjes aanvallen, ofwel voorwerpen opnemen, gebruiken of laten vallen ofwel interageren met de verschillende voorwerpen die zich in de kerker bevinden. De speler begint altijd met zeven verschillende vaardigheden die hij zelf uit een lijst kiest (het is mogelijk om de computer lukraak zeven vaardigheden te laten selecteren). Elke keer je personage een level stijgt, kan je een vaardigheid verbeteren en zo nieuwe spreuken leren. Je kan vechten met wapens, kruisbogen, magie of voorwerpen. Wapens, kruisbogen en uitrusting kunnen je verdediging en passieve vaardigheden beïnvloeden.
Dungeons of Dredmor bevat ook een uitgebreid ambachten systeem. Zo kan je bijvoorbeeld als smid zelf wapens of uitrusting maken; als alchemist kan je dan weer allerlei toverdrankjes maken. De grondstoffen die je hiervoor nodig hebt vind je verspreid over de verschillende verdiepingen van de kerker.
Dungeons of Dredmor onderscheidt zich op verschillende vlakken van de klassieke roguelike spellen. Het meest opvallende is uiteraard de duidelijke gebruikersomgeving bij Dungeons of Dredmor tegenover de klassieke roguelike spellen die vaak opgebouwd zijn uit ASCII-code. Verder bevat Dungeons of Dredmor ook een hoop humor, al dan niet subtiel. Deze unieke combinatie maakt van Dungeons of Dredmor een van de eerste roguelike spellen die voor een breed publiek toegankelijk zijn.